# Рийет
Рие́т, также рийе́т (фр. rillettes) — характерный для французской кухни метод приготовления мяса, похожий на паштет. От последнего отличается более крупным фрагментированием продукта и, соответственно, более грубой, волокнистой консистенцией. Происходит из Долины Луары (Сарта, Тур, Анжу).
Готовят риет преимущественно из свинины, которую секут или режут на кубики, обильно солят и медленно готовят в жире до состояния мягкости, достаточной для легкого разделения на кусочки. Далее блюду дают остыть с количеством жира, достаточным для формирования пасты. Рийет обычно используют как бутербродную пасту к обычному или тостовому хлебу и подают при комнатной температуре.
Нередко рийет готовят и из другого мяса, такого как гусь, утка, курица, пернатая дичь, кролик, а иногда из рыбы, такой как анчоусы, тунец или лосось.
Французское слово rillettes впервые встречается в 1845 году. Происходит от старофранцузского rille, означающего кусок свинины и впервые засвидетельствованного в 1480 году. Последнее является диалектной вариацией старофранцузского reille, означающего деревянную рейку или планку, от латинского regula. Слово rillettes, таким образом, связано с английским словом rail (как в railways, железная дорога) и ruler (линейка, мерка).
Слово rillette обозначает конечный продукт и блюдо, когда его наносят на ломтик хлеба. Традиционно рийет готовили из подчеревины или плечевой части свиньи. Мясо нарезали кубиками, засаливали и медленно готовили на слабом огне до очень мягкого состояния; затем разрывали на небольшие полоски и смешивали с тёплым жиром, образовавшимся во время приготовления; в результате получали грубую пасту. Рийет мог храниться в глиняных кувшинах в течение нескольких месяцев. В Анжу блюдо rillaud было фирменным, его подавали в форме пирамидки и накрывали свиным хвостом; рийет с гордостью представляли уважаемым гостям. Со временем, методику рийета распространили на мясо рыбы, диких птиц и зайцев, а впоследствии на морепродукты вроде анчоусов, тунца и лосося. Несмотря на то, что рыбу не готовят в жире, её потом всё равно смешивают с ним для формирования характерной пасты для намазывания на хлеб. Нежная, гладкая текстура является решающим показателем хорошего рийета.
Как и в случае с кассуле и фондю, существует много местных разновидностей этого французского блюда. Как правило в большинстве вариантов его подают при комнатной температуре как бутербродную пасту к треугольным гренкам, так же как и паштет. Свиной рийет из северо-западных регионов Тура и Анжу известен своей богатой текстурой и бронзовым цветом, получаемым во время приготовления. Рабле называл рийет «коричневым вареньем из свиньи» (brune confiture de cochon). Рийет из Сарты, соседнего департамента Франции, отличаются более простой, грубой текстурой, с большими кусками свинины на поверхности и менее насыщенным цветом.